# Васильевское (Тёмкинский район)
 Васи́льевское — деревня в Смоленской области России, в Тёмкинском районе. Расположена в восточной части области в 14 км к северу от Тёмкина, на левом берегу реки Полоти, в 11 км к западу от границы с Московской областью.
Население — 211 жителей (2007 год). Административный центр Васильевского сельского поселения.

## История
Бывшее владельческое село Гжатского уезда. Впервые упоминается в конце XVIII века — пожаловано императором Павлом I подполковнику графу Василию Орлову-Денисову, который сразу начинает строить здесь усадьбу: деревянный усадебный дом, хозпостройки и парк с прудами. Село было названо по имени владельца. В 1812 году господский дом был сожжён и в 1826 году на его месте был построен новый каменный (двухэтажный, с двумя флигелями), расширен парк. В 1834 графом была построена каменная церковь Николая Чудотворца. В 1843 году после смерти старого графа усадьба переходит во владение его сыну Фёдору, то в свою очередь передаёт имение своему сыну — Николаю, который прямых наследников не имел и завещал усадьбу своему племяннику графу Граббе А. Н. В домах имения в начале XX века было большое количество произведений искусства и великолепная мебель. В 1918 году имение было национализировано. Некоторые ценности попали в музеи, но судьба большинства неизвестна.
В настоящее время от усадьбы остались: трёхэтажный усадебный дом, два двухэтажных флигеля: один жилой, другой с 1987 года пустует. Пруды пересохли. Сохранилась часть пейзажного парка.

## Экономика
Неполная средняя школа.

## Достопримечательности
- Ботанический памятник природы — парк деревни.
- Скульптура на братской могиле 1693 воинов Советской Армии, погибших в 1941—1943 гг.
- Памятник архитектуры: Бывшая усадьба графа Граббе, XIX века.